# MS-1

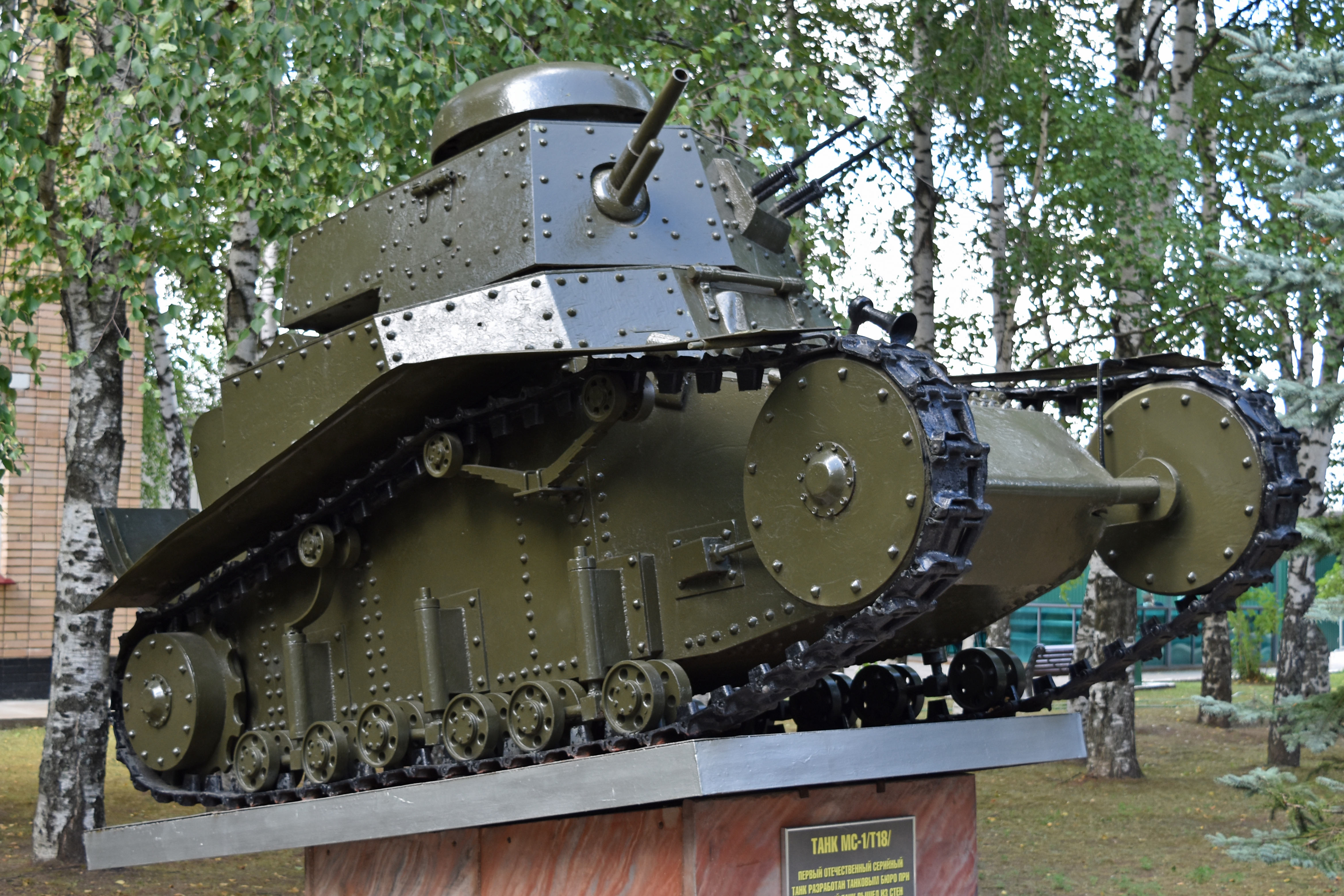
Czołg MS-1 uzbrojony w działko Hotchkiss kal. 37 mm i 2 karabiny maszynowowe DT kal. 7,62 mm

MS-1 (początkowo oznaczony jako T-18; ros. МС-1 – skrót od nazwy Малый сопровождения lub Малый советский) – radziecki czołg lekki, będący pierwszym pojazdem tego typu skonstruowanym w całości w Związku Radzieckim.

## Historia
W maju 1924 w ZSRR utworzono pierwsze biuro konstrukcyjne przemysłu budowy czołgów, które rozpoczęło pracę nad projektem w całości radzieckiego czołgu, mającego zastąpić nieliczne produkowane w ZSRR czołgi Ruskij Reno, będące kopią francuskiego czołgu Renault FT.
Pierwszym opracowanym tam projektem był czołg oznaczony jako T-16. Prototyp jednak został odrzucony, a do produkcji zarekomendowano T-18. Od Renault FT konstrukcje odróżniała wieża, w której zamontowano zarówno karabin maszynowy, jak i działo. 6 czerwca 1927 po pomyślnej serii testów zapadła decyzja o przyjęciu go na uzbrojenie Armii Czerwonej. Nadano mu wtedy oznaczenie MS-1.
W 1928 rozpoczęto produkcję seryjną, która trwała do 1931. W jej trakcie czołg był wielokrotnie modernizowany, między innymi zainstalowano mocniejszy silnik, zamiast karabinu maszynowego Fiodorowa zastosowano 2 karabiny DT. Łącznie zbudowano 959 czołgów MS-1.

## Służba
Od 1928 czołg MS-1 był wprowadzany na wyposażenie tworzonych właśnie jednostek pancernych Armii Czerwonej. Był pierwszym czołgiem masowo występującym w tej armii. Używano go do połowy lat trzydziestych XX wieku, choć od 1931 był systematycznie zastępowany przez czołg T-26.
Użyto go bojowo w walkach w okresie od lipca do grudnia 1929 w trakcie konfliktu pomiędzy ZSRR a Chinami o wschodniochińską magistralę kolejową.
Wycofane z eksploatacji egzemplarze były wykorzystywane jako elementy fortyfikacji między innymi na Linii Mołotowa. Po zdemontowaniu podwozia kadłuby wkopywano w ziemię – powstawał w ten sposób stały punkt oporu, uzbrojony w działo i karabin maszynowy umieszczone w wieży czołgu.

## Działo samobieżne
W listopadzie 1929 konstruktor K. M. Iwanow na zlecenie Wydziału Mechanizacji i Motoryzacji Armii Czerwonej opracował działo samobieżne oparte na czołgu T-18, a także armaty do niego. Prototyp był oparty na konstrukcji zdobytego francuskiego czołgu Renault FT-17BS. Działo otrzymało nazwę SU-18, zachowało konstrukcję francuskiego czołgu, ale wieżyczkę zastąpiono nową podobną do ostrosłupa ściętego. W SU-18 zastosowano armatę kal. 76,2 mm model 1927 ze szczelinowym hamulcem wylotowym, aby zmniejszyć odrzut. Inne prototypy zostały wyposażone w działko szybkostrzelne PS-2 kal. 37 mm i armatę czołgową kal. 45 mm model 1930, która miała być montowana w czołgach T-24. Pancerz składał się z płyt o grubości 5–7 mm. Pojazd mógł pomieścić 10 magazynków z 50 pociskami każdy dla armaty 76,2 mm lub 16 magazynków z 169 pociskami każdy dla działka kalibru 37 mm lub 45 mm. Załoga składała się z kierowcy i strzelca. Decyzja o budowie SU-18 została podjęta w dniu 11 czerwca 1930 i przewidywała budowę prototypu do 10 października 1930. Jednak ze względu na małą skuteczność amunicji i ograniczenia T-18 (wąska obudowa i wysoki środek ciężkości) projekt został porzucony na korzyść większych i lepszych konstrukcji samobieżnych, i dalsze prace nad SU-18 zostały wstrzymane.

## W kulturze
W grze World of Tanks MS-1 jest czołgiem pierwszego poziomu  drzewa technologicznego ZSRR.